# Comuna Mîkolaiivka, Novomoskovsk
Mîkolaiivka (în ucraineană Миколаївка) este o comună în raionul Novomoskovsk, regiunea Dnipropetrovsk, Ucraina, formată din satele Dniprelstan, Korolivka, Mîkolaiivka (reședința) și Nove.

## Demografie
Componența lingvistică a satului Mîkolaiivka
     Ucraineană (94,79%)
     Rusă (4,78%)
     Alte limbi (0,22%)
Conform recensământului din 2001, majoritatea populației satului Mîkolaiivka era vorbitoare de ucraineană (94,79%), existând în minoritate și vorbitori de rusă (4,78%).